# Elverum Håndball
Maillots
Dernière mise à jour : 9 octobre 2022.
L'Elverum Handball est un club masculin de handball basé à Elverum en Norvège. C'est le club le plus titré du Championnat norvégien.

## Histoire

Ancien logo
Logo utilisé depuis l'intersaison 2013

## Palmarès
- Championnat de Norvège :
  - Vainqueur de la saison régulière (6) : 2013, 2017, 2018, 2020, 2021, 2022
  - Vainqueur des Play offs (11) : 1995, 2008, 2012, 2013, 2014, 2015, 2016, 2017, 2018, 2019, 2022
- Coupe de Norvège (5) : 2010, 2018, 2019, 2020, 2021

## Effectif
L'effectif pour la saison 2022-23 est
| Gardiens de but - 01 Šimon Mizera - 12 Emil Kheiri Imsgard Ailiers gauches - 17 Orri Freyr Thorkelsson - 33 Sindre Heldal Ailiers droits - 04 Christopher Hedberg - 07 Kasper Lien Pivots - 05 Kristian Hübert Larsen - 11 Kassem Awad - 20 Endre Langaas | Arrières gauches - 02 Daniel Blomgren - 13 Uroš Borzaš - 14 Niclas Fingren Demi-centres - 03 Josip Vidovic - 15 Tobias Grøndahl - 18 Andreas Horst Haugseng Arrières droits - 06 Stig-Tore Moen Nilsen - 09 Patrick Helland Anderson - 45 Benjamin Berg Entraîneur - Børge Lund |

## Personnalités liées au club
Parmi les personnalités liées au club, on trouve :
- Luc Abalo, joueur de 2020 à 2021
- Christian Berge, entraîneur de 2008 à 2014
- Alexander Blonz, joueur de 2019 à 2021
- Sigvaldi Guðjónsson, joueur de 2018 à 2020
- Þórir Hergeirsson, entraîneur de 1989 à 1994
- Ingimundur Ingimundarson, joueur de ? à 2008
- Børge Lund, entraîneur depuis 2020
- Dominik Máthé, joueur de 2020 à 2022
- Christoffer Rambo, joueur de 2011 à 2012